# محمد سمعان آغا أوغلو
– هو محمد سمعان آغا أوغلو .
– قبل توليه هذا المنصب، كان سمعان عضوًا في المكتب السياسي للجبهة ومتحدثًا رسميًا باسمها، حيث لعب دورًا محوريًا في التعبير عن مواقف التركمان والدفاع عن حقوقهم في العراق. ￼
– معروف بمواقفه الصريحة تجاه قضايا التركمان، خاصةً في محافظة كركوك، حيث حذر في تصريحات إعلامية من محاولات تغيير التركيبة الديموغرافية للمدينة من خلال عمليات استقدام من الأكراد والعرب، معتبرًا ذلك تهديدًا لهوية كركوك وتوازنها السكاني.
يُتوقع أن يواصل محمد سمعان تعزيز حضور الجبهة التركمانية في المشهد السياسي العراقي، والدفاع عن حقوق التركمان في مختلف المحافل، مع التركيز على قضايا التمثيل السياسي، وحماية الهوية الثقافية، والمشاركة الفاعلة في القرارات الوطنية.
تُعقد آمال كبيرة على قيادة سمعان في توحيد الصف التركماني وتعزيز حضوره في المؤسسات الحكومية، خاصة في ظل التحديات الأمنية والسياسية التي تمر بها المناطق التركمانية. من المتوقع أن يعمل الرئيس الجديد على تعزيز العلاقات مع القوى السياسية الأخرى لضمان تمثيل عادل للتركمان في الحكومة العراقية.

يُذكر أن الجبهة التركمانية العراقية تأسست في عام 1995، وتُعتبر الممثل السياسي الرئيسي للتركمان في العراق، حيث تسعى للدفاع عن حقوقهم وتعزيز مشاركتهم في الحياة السياسية.
1. ↑  "Mehmet Seman Ağa Haberleri - Son Dakika Mehmet Seman Ağa Haber Güncel Gelişmeler". www.qha.com.tr (بالتركية). Retrieved 2025-08-19.
2. ↑  "Mehmet Seman Ağa Haberleri - Son Dakika Mehmet Seman Ağa Haber Güncel Gelişmeler". www.qha.com.tr (بالتركية). Retrieved 2025-08-19.